# 南公園路

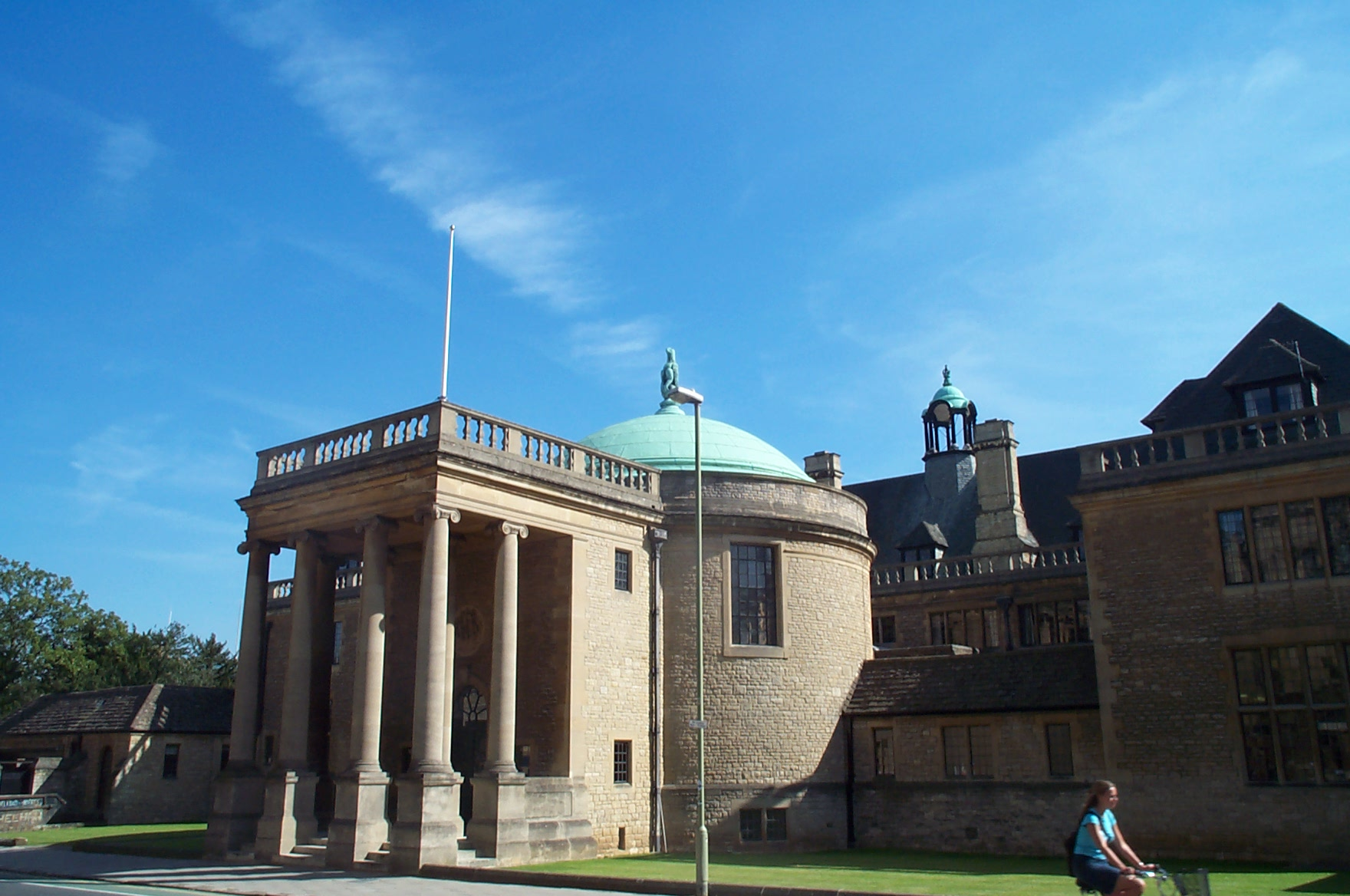
羅德樓

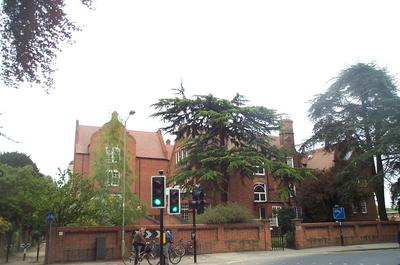
Linacre College

南公園路（英語：South Parks Road）是英國牛津的一條路，這條路經過牛津中央科學園地的西南方。沿路的建築多為牛津的科學研究場所。著名的建築有哈利法克斯樓、Linacre College、羅德樓等科研場所。其中哈利法克斯樓位於該路8號，始建於1961年，是牛津大學的一個社會俱樂部。